# Кибела (скульптура)
Кибела (фр. Cybèle) — работа французского скульптора Огюста Родена. Она представляет собой одну из первых частичных фигур Родена, известных как «фрагменты», которые являлись законченными работами.

## История
Вдохновлённый фрагментами произведений греческого искусства и незавершённой работой Микеланджело Роден смоделировал небольшой этюд сидящей женщины без головы. После скандала в 1877 году, когда Родена ошибочно обвинили в том, что он сделал слепки с живого натурщика при создании статуи «Бронзовый век», мастер обычно предпочитал создавать скульптуры уменьшенного масштаба. Моделью для «Кибелы» послужила Анна Абруццези, одна из двух сестёр, которых он часто использовал в этой роли. Искусствовед Жорж Грапп датировал эту скульптуру 1889 годом и заявил без указания источника, что она была этюдом для скульптуры «Врата ада».
В 1904 году помощник Родена Анри Лебоссе создал увеличенную гипсовую версию работы с помощью машины, изобретённой Ашилем Коллой. Эта монументальная работа была представлена в качестве фигуры на Салоне Национального общества изящных искусств в Париже в 1905 году. В то время скульптура была неофициально известна друзьям и подмастерьям Родена как «Сидящая Абруццези», по фамилии модели, позировавшей для неё.
Только в 1914 году работа получила свое нынешнее название — «Кибела», в честь фригийской богини, олицетворявшей мать-природу. Бронзовый слепок увеличенной версии был выставлен в качестве «Кибелы» на выставке в Гросвенор-хаусе в Лондоне в том же году.

## Копии
Гипсовая версия, представленная на салоне 1905 года, теперь хранится в Музее изящных искусств Бордо. С неё было сделано множество бронзовых копий, которые ныне можно встретить в различных местах, включая:
- Музей Виктории и Альберта, Лондон (эта копия 1914 года является единственной, сделанной при жизни Родена)[1]
- Музей Родена, Париж (1981)[6]
- Бруклинский музей, Бруклин, Нью-Йорк (1981)[7]
- Центр визуальных искусств Айриш и Джеральда Кантор, Стэнфордский университет, Стэнфорд, Калифорния (1981)[8]
- Сад скульптур Лилли и Хью Роя Каллена, Хьюстон, Техас (1982)[9]
- Художественный музей Северной Каролины, Роли, Северная Каролина, (1987)[10]